# Ples sa zvijezdama (6. sezona)
Šesta sezona hrvatske plesno-natjecateljske televizijske emisije Ples sa zvijezdama prikazivala se od 29. listopada do 17. prosinca 2011. na Prvom Programu HRT-a.
Pobjednici sezone bili su pjevač Marko Tolja i njegova plesna partnerica Ana Herceg.

## Natjecatelji
| Zvijezda          | Profesionalni plesač/ica | Rezultat            | Izv.  |
| ----------------- | ------------------------ | ------------------- | ----- |
| Tatjana Jurić     | Robert Schubert          | Eliminirani prvi    | [ 2 ] |
| Miro Ungar        | Marija Stošić            | Eliminirani drugi   | [ 3 ] |
| Hrvoje Šalković   | Lejla Bjedov             | Eliminirani treći   | [ 4 ] |
| Denis Ahmetašević | Mirjana Žutić            | Eliminirani četvrti | [ 5 ] |
| Jelena Perčin     | Hrvoje Kraševac          | Eliminirani peti    | [ 6 ] |
| Martina Tomčić    | Marko Herceg             | Eliminirani šesti   | [ 7 ] |
| Lana Banely       | Damir Horvatinčić        | Drugo mjesto        | [ 1 ] |
| Marko Tolja       | Ana Herceg               | Pobjednici          | [ 1 ] |

## Tijek sezone
Eliminirani par
     Par koji je bio među dva najslabija
Podebljani brojevi označavaju par s najvišim zbrojem ocjena u pojedinom tjednu.
Brojevi u kurzivu označavaju par s najmanjim zbrojem bodova u pojedinom tjednu.
| Par              | Tjedan | Tjedan | Tjedan | Tjedan | Tjedan  | Tjedan   | Tjedan   | Tjedan       |
| Par              | 1.     | 2.     | 3.     | 4.     | 5.      | 6. (QF)  | 7. (SF)  | 8. (F)       |
| ---------------- | ------ | ------ | ------ | ------ | ------- | -------- | -------- | ------------ |
| Marko i Ana      | 36     | 31     | 37     | 35     | 34+8=42 | 35+39=74 | 39+35=74 | 39+40+40=119 |
| Lana i Damir     | 25     | 28     | 25     | 34     | 29+9=38 | 37+37=74 | 36+39=75 | 40+40+34=114 |
| Martina i Marko  | 29     | 32     | 24     | 35     | 30+7=37 | 37+30=67 | 39+39=78 |              |
| Jelena i Hrvoje  | 31     | 23     | 36     | 27     | 24+6=30 | 26+25=51 |          |              |
| Denis i Mirjana  | 26     | 32     | 24     | 30     | 24+5=29 |          |          |              |
| Hrvoje i Lejla   | 17     | 15     | 16     | 19     |         |          |          |              |
| Miro i Marija    | 25     | 22     | 28     |        |         |          |          |              |
| Tatjana i Robert | 24     | 23     |        |        |         |          |          |              |

Plesovi su označeni bojama: cha-cha-cha, valcer, rumba, quickstep, jive, tango, paso doble, slowfox, samba, freestyle
Najviše ocjene u sezoni:
- Marko & Ana – 40 bodova (jive – 8. epizoda)
- Lana i Damir - 40 bodova (Engleski valcer, Rumba - 8. epizoda);

Najniže ocjene u sezoni:
- Hrvoje & Lejla - 15 bodova (quickstep - 2. epizoda)

Osobni rekordi svih parova:
- Lana i Damir - 39 bodova (rumba - 7. epizoda);
- Martina i Marko - 39 bodova (tango, Cha-cha-cha – 7. epizoda);
- Jelena i Hrvoje - 36 bodova (tango – 3. epizoda);
- Denis i Mirjana - 32 boda (quickstep - 2. epizoda);
- Martina i Marko - 37 bodova (tango – 6. epizoda);
- Lana i Damir - 37 boda (engleski valcer, rumba - 6. epizoda);
- Hrvoje i Lejla - 19 bodova (slowfox - 4. epizoda);
- Marko i Ana - 39 bodova (jive – 6. epizoda);
- Tatjana i Robert - 24 boda (cha-cha-cha - 1. epizoda);
- Miro i Marija - 28 bodova (tango – 3. epizoda);